# Parco nazionale Nordenskiöld Land
Il parco nazionale Nordenskiöld Land è un parco nazionale della Norvegia, nella contea delle Svalbard. È stato istituito nel 2003 e occupa una superficie di 1362 km² totale, di cui 1207 km² sulla terraferma e 155 km² in acqua.